# Carlos Milhazes
Carlos Alberto Lourenço Milhazes, noto semplicemente come Carlos Milhazes (Póvoa de Varzim, 17 marzo 1981), è un ex calciatore portoghese, di ruolo difensore.